# Joachim Haspinger
Johann Haspinger szerzetesi néven Joachim (St. Martin (Gsies), 1776. október 28. – Salzburg, 1858. január 12.) tiroli szabadsághős.

## Életútja
Előbb az orvosi pályára készült, 1802-ben azonban kapucinus szerzetes lett. Lelkes, szabadságszerető ember volt. Szerzetének főkolostorából (Bozen és Brixen között) a gyűlölt bajor megszállók ellen harcra tüzelte fel a tiroli népet. Az 1808. évtől fogva a tiroli hazafiak titkos társulatának tagja volt, 1809-ben pedig a tiroli felkelésben jelentékeny szerepet játszott. Részt vett különösen az Isel hegyén vívott két ütközetben (május 29-én és augusztus 13-án).  
Andreas Hofer második merész fölkelése is a csüggedetlen, optimista reményeket tápláló Haspinger műve volt. Ezt a fölkelést azonban a franciák leverték, Hofert kivégezték, Hospingernek is menekülnie kellett (1810). Előbb Graubündenben bujdosott, majd a Vinschgauban lappangott, míg végre álruhában, úgyszólván a francia seregeken keresztül, 1810 októberében Bécsbe lopódzott. Itt 1812-ben titkos megbízást kapott, hogy újból rendezzen Tirolban népfölkelést és hogy Észak-Itáliában híveket szerezzen. 1815-től mint plébános élt az alsó-ausztriai Traunfeldben (ma Hochleithen része). 
1836-ban nyugalmazták. 1848-ban mint tábori lelkész kísérte a tiroli vadászszázadok egyikét Itáliába. 1854-től kezdve Salzburgban lakott (a Mirabell kastélyban) és I. Ferenc Józseftől kegydíjat élvezett. Innsbruckban temették el Andreas Hofer mellé.